# Cattedrale di Saint Andrews
La cattedrale di Saint Andrews (in italiano cattedrale di Sant'Andrea) era il principale edificio religioso dell'omonima città, nonché il più grande di tutta la Scozia durante il Basso Medioevo. Nonostante sia ormai in rovina, la cattedrale di Saint Andrews rimane uno dei luoghi più celebri e visitati di tutta la Scozia. Il terreno della cattedrale è tutt'ora usato come cimitero cittadino.

## Storia
La cattedrale venne fondata nel 1158 da Arnaldo, abate di Kelso, sui resti di un precedente edificio religioso, la chiesa di San Regolo, esistente fin dal IX secolo e che si diceva ospitasse le reliquie di sant'Andrea. Fu quindi sede della diocesi di Saint Andrews per vari secoli, e con i suoi 119 metri di lunghezza era uno degli edifici religiosi più grandi e importanti della Scozia.
A partire dal XIII secolo, dopo una breve presenza culdea, la cattedrale fu utilizzata dall'Ordine di Sant'Agostino, che vi costruì un priorato adiacente. Nel 1270 fu distrutta da una violenta tempesta e ricostruita, venendo infine consacrata ufficialmente nel 1318 dal vescovo William Lamberton. Nel 1378 fu nuovamente devastata da un incendio, e i lavori di restauro durarono fino al 1440. Divenne quindi una delle principali mete di pellegrinaggio nella Gran Bretagna fino alla riforma protestante. Nel 1560 una sommossa protestante attaccò e saccheggiò la cattedrale, che venne poco dopo sconsacrata e lasciata andare in rovina.
Dal XVI secolo in poi fu utilizzata come cava di pietra per costruire nuovi edifici cittadini. Alla fine del XVI secolo (non è noto in che anno) crollarono la torre centrale e l'intera parete nord. Solo dal 1826 le autorità cittadine iniziarono a tutelare i resti della cattedrale, che da allora godono di speciali vincoli urbanistici.
Attualmente il complesso della cattedrale giace per la maggior parte in rovina. Fra le porzioni meglio conservatesi si contano la torre orientale, la torre di San Regolo e parte delle fondamenta, così come il perimetro ancora perfettamente riconoscibile. Larghe porzioni del terreno della cattedrale fungono da cimitero cittadino per Saint Andrews.